# Batalha de Coroneia (447 a.C.)
A batalha de Coroneia em 447 a.C. (também conhecido como a Primeira Batalha de Coroneia) ocorreu entre a Liga de Delos, liderada por Atenas, e a Liga Beócia, durante a Primeira Guerra do Peloponeso.
Em 457 a.C., os atenienses tinham tomado o controle da Beócia na batalha de Enófita e passaram os próximos dez anos a tentar consolidar o poder da Liga. Em 454 a.C., Atenas perdeu uma frota que tentava apoiar uma revolta egípcia contra a Pérsia; temendo revoltas pelos outros membros da Liga de Delos, Atenas mudou o tesouro para a cidade de Delos em 453 a.C. e assinou a Paz de Cálias com a Pérsia em cerca de 450 a.C.
A Liga de Delos era essencialmente um império ateniense e apesar de Atenas geralmente ser bem sucedida em defender suas possessões no Mar Egeu, ela era menos bem sucedida em terra. Por 447 a.C. alguns dos homens exilados da Beócia após a vitória ateniense em 457 a.C. voltaram para casa e começaram a ter de volta algumas das cidades da região. Os atenienses, liderados por Tolmides, com 1.000 hoplitas além de outras tropas de seus aliados, marcharam para a Beócia para recuperar território. Eles capturaram Queroneia, mas foram atacados e derrotados pelos beócios em Coroneia. Os atenienses foram forçados a abrir mão do controle da Beócia, que foi autorizada a deixar a Liga de Delos em troca de permitir que os atenienses deixassem a região em segurança. A derrota levou a revoltas em Eubéia e Megara, que por sua vez levaram a um novo conflito com Esparta, contribuindo para a Guerra do Peloponeso.